# MOWAG Eagle
MOWAG Eagle — швейцарский полноприводный бронеавтомобиль-вседорожник 4×4. Разработчик — компания MOWAG, после слияния с General Dynamics — General Dynamics European Land Combat Systems-MOWAG. Существует пять поколений этой машины. Первое поколение иглов было сделано на шасси Хамви, второе и третье на основе шасси Humvee ECV. Четвёртое и пятое на шасси Duro IIIP.
Имеется модульный вариант 6×6 для тендера австралийской армии, представленный в 2012 году.

## На вооружении

### Eagle I, II, III
- Армия Швейцарии: 173 Eagle II и 119 Eagle III (CP) на вооружении по состоянию на 2024 год[3] в роли машин разведки (Aufklärungsfahrzeug). Вооружены 7,5-мм пулемётом Pz Mg 51/71, а также приборами инфракрасного видения и радиосвязи.[4] Их обозначают Aufklärungsfahrzeug 93 и Aufklärungsfahrzeug 97. 120 машин Игл ІІІ были приобретены в 2003 году в роли мобильных корректировщиков артиллерийского огня с существенным улучшением средств связи и наблюдения (однако без пулемёта).
- Армия Дании: 36 машин Игл І, обозначенных как Spejdervogn M/95[2]

### Eagle IV
- Полиция кантона Цюрих[англ.]: 1 единица в аэропорту Цюриха.
- Армия Дании: 84 машины по состоянию на 2024 год[5].
- Полиция Германии: 10 машин[6]

### Eagle V
- Бундесвер: 363 Eagle IV/V на вооружении по состоянию на 2024 год[7].
- Армия Дании: 59 машин по состоянию на 2024 год[5].

## Галерея

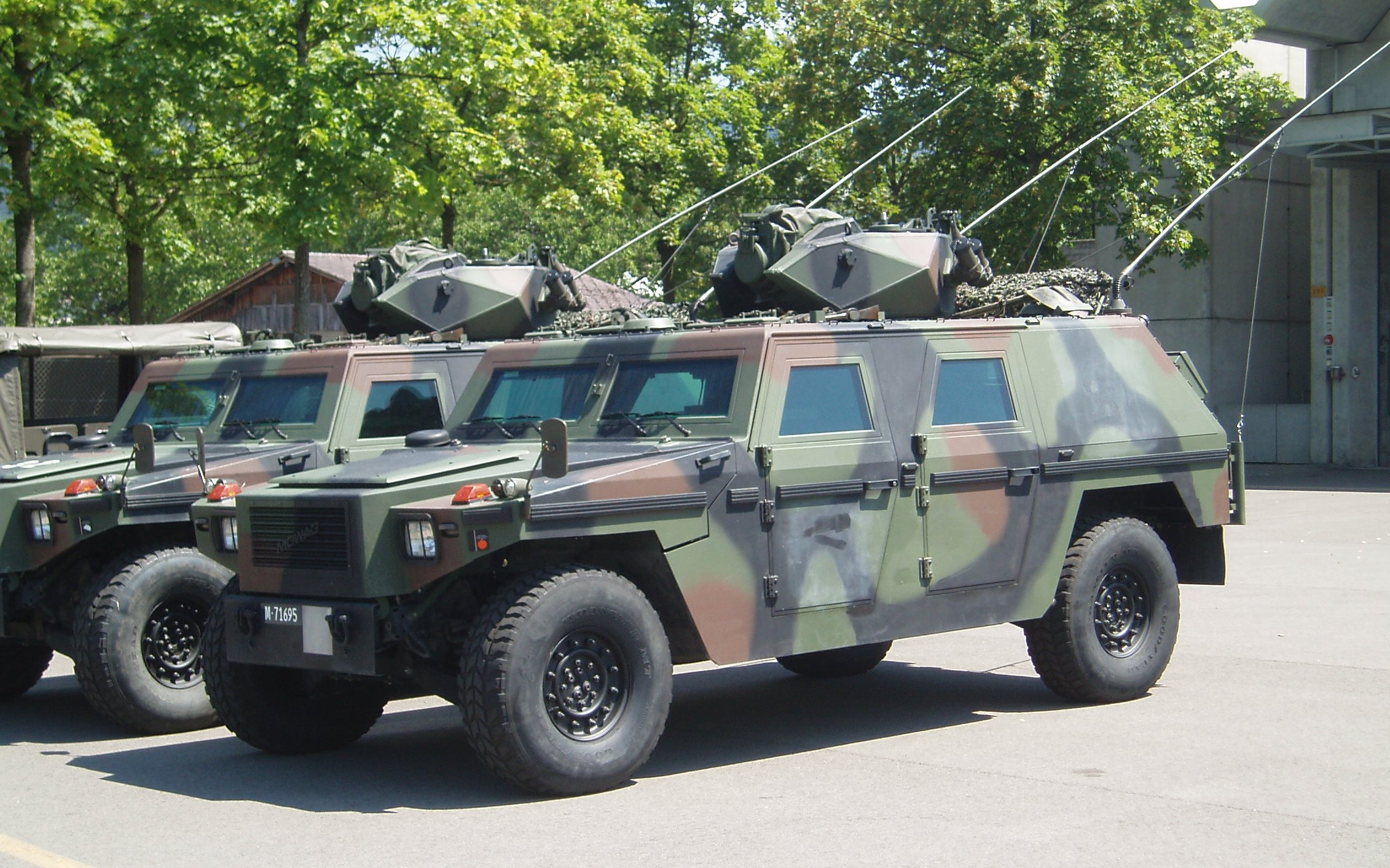
Eagle II швейцарских разведподразделений
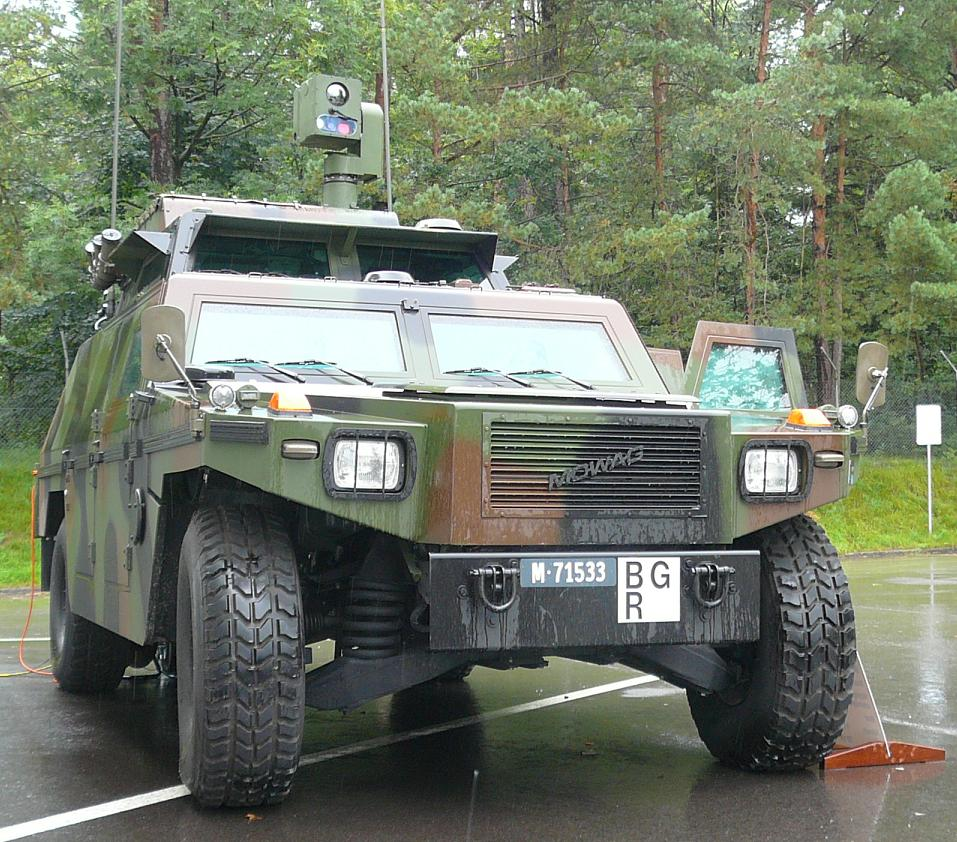
Eagle III швейцарских разведподразделений
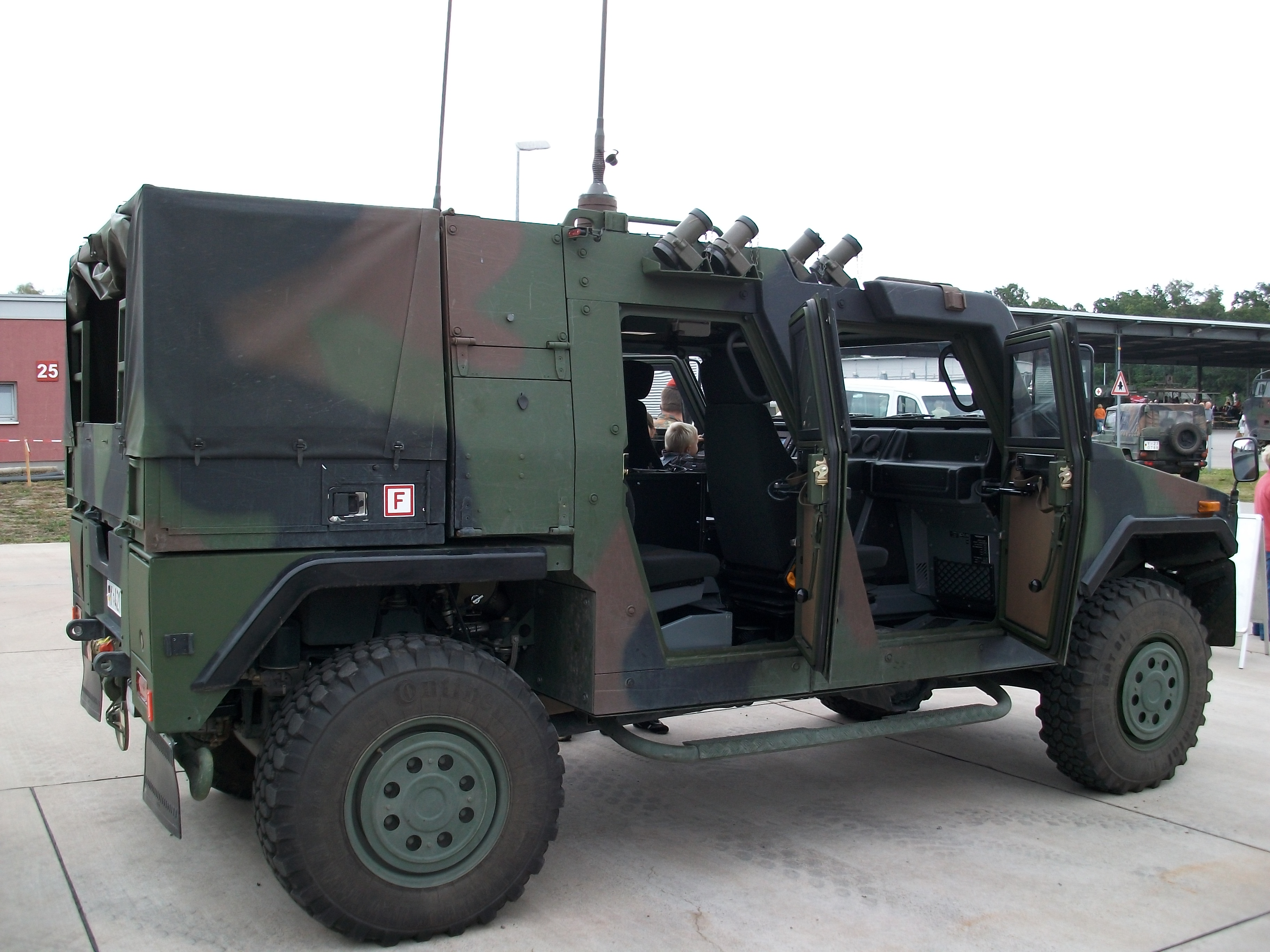
Eagle IV немецких войск
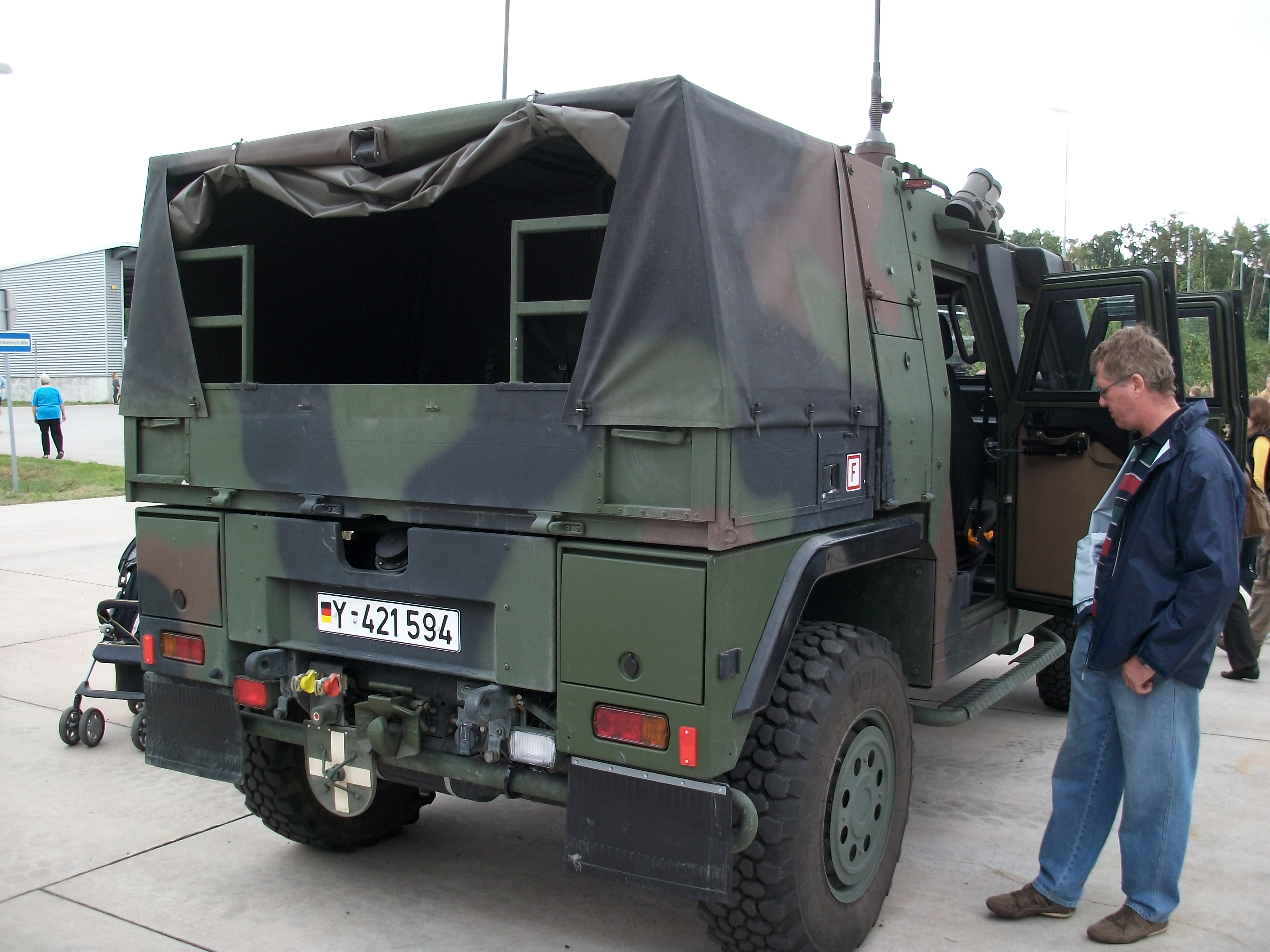
Eagle IV немецких войск
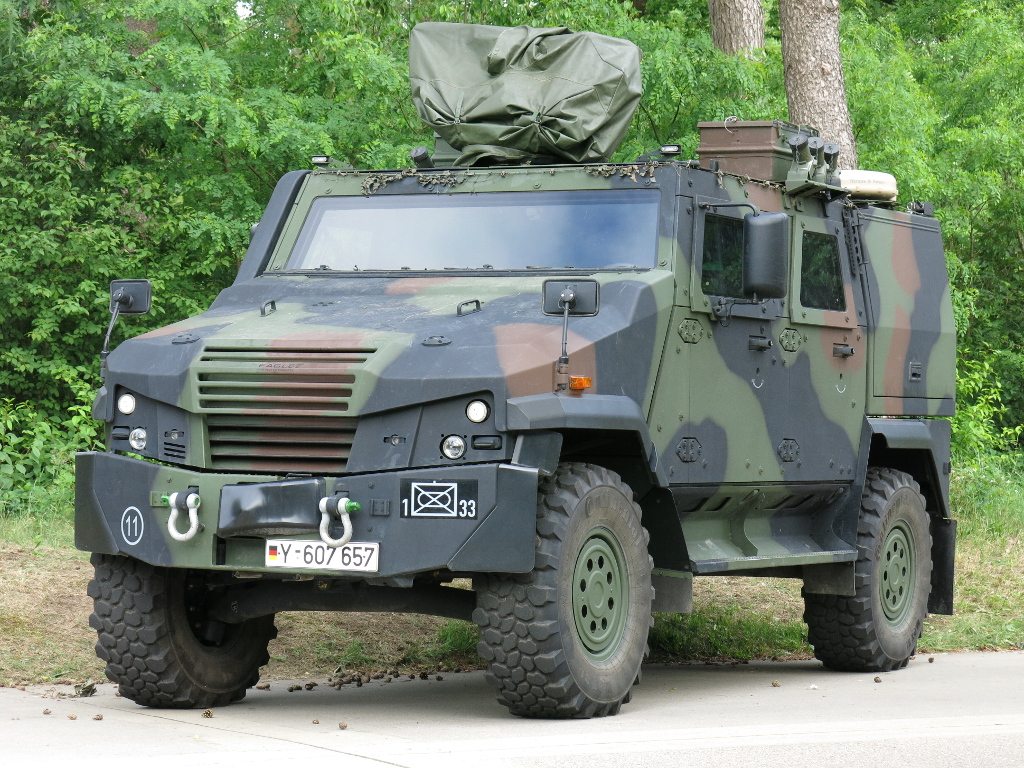
Eagle V вооружённых сил ФРГ с укрытым боевым модулем